# Horton River (Frankland River)
Der Horton River ist ein Fluss im Nordwesten des australischen Bundesstaates Tasmanien.

## Geografie

### Flusslauf
Der rund 39 Kilometer lange Horton River entspringt an den Westhängen des Mount Bertha. Von dort fließt er in einer S-Kurve nach Westen und bildet ungefähr vier Kilometer östlich der Siedlung Balfour, am Ostrand der Arthur Pieman Conservation Area, zusammen mit dem Lindsay River den Frankland River.

### Nebenflüsse mit Mündungshöhen
Der Horton River hat folgende Nebenflüsse:
- Boulder Rivulet – 261 m
- Grane River – 244 m
- Trias Creek – 185 m
- Lagunta Creek – 174 m